# Pilotrichella muelleri
Pilotrichella muelleri là một loài Rêu trong họ Meteoriaceae. Loài này được Dusén mô tả khoa học đầu tiên năm 1895.